# White Castle (Wales)
White Castle (walisisch Y Castell Gwyn) ist eine Burgruine in Monmouthshire in Wales. Die als Kulturdenkmal der Kategorie Grade I klassifizierte und als Scheduled Monument geschützte Ruine ist die am besten erhaltene Ruine der nahe beieinander liegenden Three Castles an der Grenze zwischen Südwales und England. Ursprünglich wurde die Burg Castell Llantilio genannt. Ihren späteren Namen erhielt sie nach den hell verputzten Ringmauern. Reste des Putzes sind heute noch an den Außenmauern sichtbar.

## Geschichte
Die Burg gehörte neben Skenfrith und Grosmont Castle zu den sogenannten Three Castles, die als Burgendreieck im Mittelalter an der Grenze zwischen Wales und England die wichtige Verbindung zwischen Hereford und Monmouth in Südwales sicherten und deren Geschichte eng miteinander verknüpft ist.
Die Burg wurde vermutlich als Motte von William FitzOsbern während der Eroberung von Südwales 1070 errichtet. William fiel bereits 1071 im Kampf in Flandern und sein Sohn Roger verlor 1075 seine Ländereien an die Krone. Nachdem die Burg in den folgenden Jahren in den Händen verschiedener Barone war, fiel sie 1138 wie Skenfrith und Grosmont Castle wieder an die Krone. Um 1186 wurden unter dem Constable Ralph de Grosmont der steinerne quadratische Keep sowie die steinerne Ringmauer der Kernburg errichtet. König Johann Ohneland vergab die Burg 1201 an Hubert de Burgh. Nachdem Hubert 1205 in Frankreich schwer verwundet in Gefangenschaft geraten war, übergab der König 1206 die Burg an William de Braose. Bereits 1208 fiel sie nach dem Verrat de Braoses wieder zurück an die Krone, 1215 konnte sie Reginald de Braose, ein Sohn Williams, mit Hilfe des walisischen Fürsten Llywelyn ap Iorwerth erobern, doch musste er sie 1219 an Hubert de Burgh zurückgeben. Zwischen 1228 und 1230 war die Burg kurzzeitig im Besitz von John de Braose, einem Enkel Williams de Braose, fiel dann jedoch wieder an de Burgh zurück. 1239 musste de Burgh die Burg schließlich wieder der Krone übergeben. Heinrich III. übergab sie 1254 seinem ältesten Sohn Eduard. Ob der Ausbau der Kernburg unter de Burgh um 1230 oder erst unter Eduard als Reaktion auf einen Angriff von Llywelyn ap Gruffydd auf Abergavenny Castle 1263 erfolgte, ist umstritten. Bei dem Ausbau wurde der alte Keep abgebrochen, dafür wurden der Eingang der Burg verlegt und die mächtigen Rundtürme der Kernburg errichtet. 1267 übergab Eduard die Burg an seinen jüngeren Bruder Edmund von Lancaster. Die Burg blieb im Besitz der Earls bzw. Dukes of Lancaster, bis sie mit der Thronbesteigung von Heinrich Bolingbroke 1399 wieder an die Krone fiel. Während der Rebellion von Owain Glyndŵr war die Burg noch einmal zwischen 1404 und 1405 umkämpft, danach verfiel sie. Bereits 1538 galt sie als Ruine. 1825 verkaufte das Duchy of Lancaster die Burg an den Duke of Beaufort. 1902 wurde die Burg an Henry Mather Jackson verkauft, der sie schließlich 1922 dem Staat übergab. Heute wird die Ruine von Cadw betreut und ist tagsüber zu besichtigen.

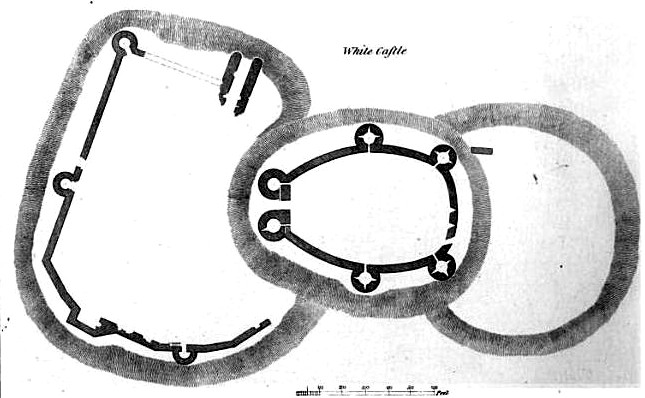
Grundriss von 1801, nicht genordet

## Anlage
Die Burg steht auf einem niedrigen Hügel etwa 1,5 km nordwestlich vom Dorf Llantilio Crossenny. Im Gegensatz zu den beiden anderen Burgen der Three Castles wurde das am weitesten westlich gelegene White Castle vornehmlich zur Verteidigung und nicht als Herrensitz errichtet. Die Mauern und Erdwälle der Burg umschließen drei einzelne Abschnitte. Kern der Anlage ist die von einem ummauerten Wassergraben umgebene Kernburg. Südlich der Kernburg liegt ein halbmondförmiges, mit Erdwällen und Wassergraben befestigtes Vorwerk, durch das bis Mitte des 13. Jahrhunderts der Hauptzugang zur Burg führte. Im Norden und Nordwesten der Kernburg liegt der weite Hof der im 13. Jahrhundert angelegten Vorburg mit dem heutigen Hauptzugang, die von einer steinernen Mauer mit vier Türmen und einem trockenen Graben umgeben ist. Die ungewöhnlich große Vorburg diente dazu, Truppen einen sicheren Lagerplatz zu ermöglichen. Der Zugang zur Vorburg erfolgt durch ein mit Doppeltürmen gesichertes Tor an der Ostseite.
Die ovale Kernburg ist von einem gemauerten Wassergraben umgeben. Die um 1186 errichtete steinerne Ringmauer wurde im 13. Jahrhundert durch vier weitere Rundtürme und das durch zwei Doppeltürme gesicherte Tor im Nordwesten verstärkt. Die Wohngebäude und die Küche lehnten sich an die Ostseite der Ringmauer an, von ihnen sind nur Fundamente erhalten. Die Wohnhalle war von ihren Abmessungen relativ bescheiden, was mit darauf hindeutet, dass die Burg nicht als Sitz eines Marcher Lords, sondern vornehmlich als militärischer Stützpunkt errichtet wurde. Im südöstlichen Turm der Kernburg befand sich eine Kapelle, die nur durch schmale Schießscharten erhellt wurde.